# Annie Dixon
Pour les articles homonymes, voir Dixon.
Annie Dixon (née en 1817 et morte le 15 février 1901) est une peintre anglaise du XIXe siècle, spécialiste des miniatures.

## Biographie
Annie Dixon naît à Horncastle, dans le Lincolnshire ; elle est l’aînée de sept enfants (deux garçons et cinq filles). Elle se forme auprès de Magdalene Dalton, née Magdalene Ross, sœur du miniaturiste William Charles Ross, mais ne poursuit pas d’études de beaux-arts. Dans une situation familiale difficile et malgré son absence de formation classique, elle se tourne vers les portraits en miniature, et parvient à produire des pièces délicates et ressemblantes. Dixon expose à la Royal Academy ; elle y présente plus de 200 miniatures entre 1844 et 1893. Au cours de sa carrière, ses sujets évoluent : les premières représentent des anonymes et ne sont pas titrées, puis la reine Victoria lui demande de réaliser des portraits pour elle après avoir vu un échantillon de son travail. Elle finit donc par peindre des personnalités dont les princesses Béatrice et Helena en 1860, puis d’autres membres de la royauté.
Elle meurt en février 1901 à 83 ans sans laisser de descendance et est enterrée dans sa ville natale.

## Galerie

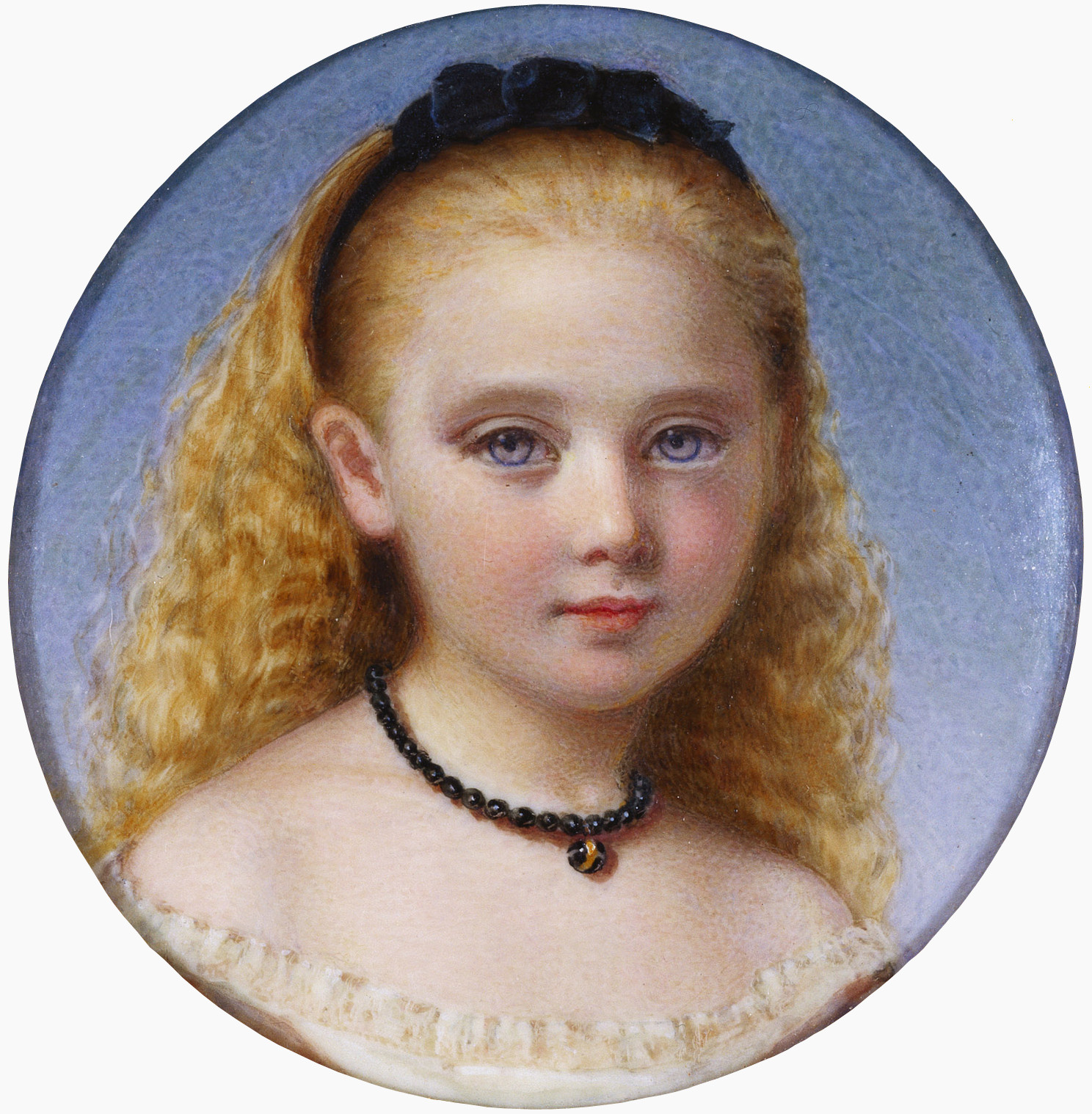
Portrait de la princesse Béatrice, 1860.
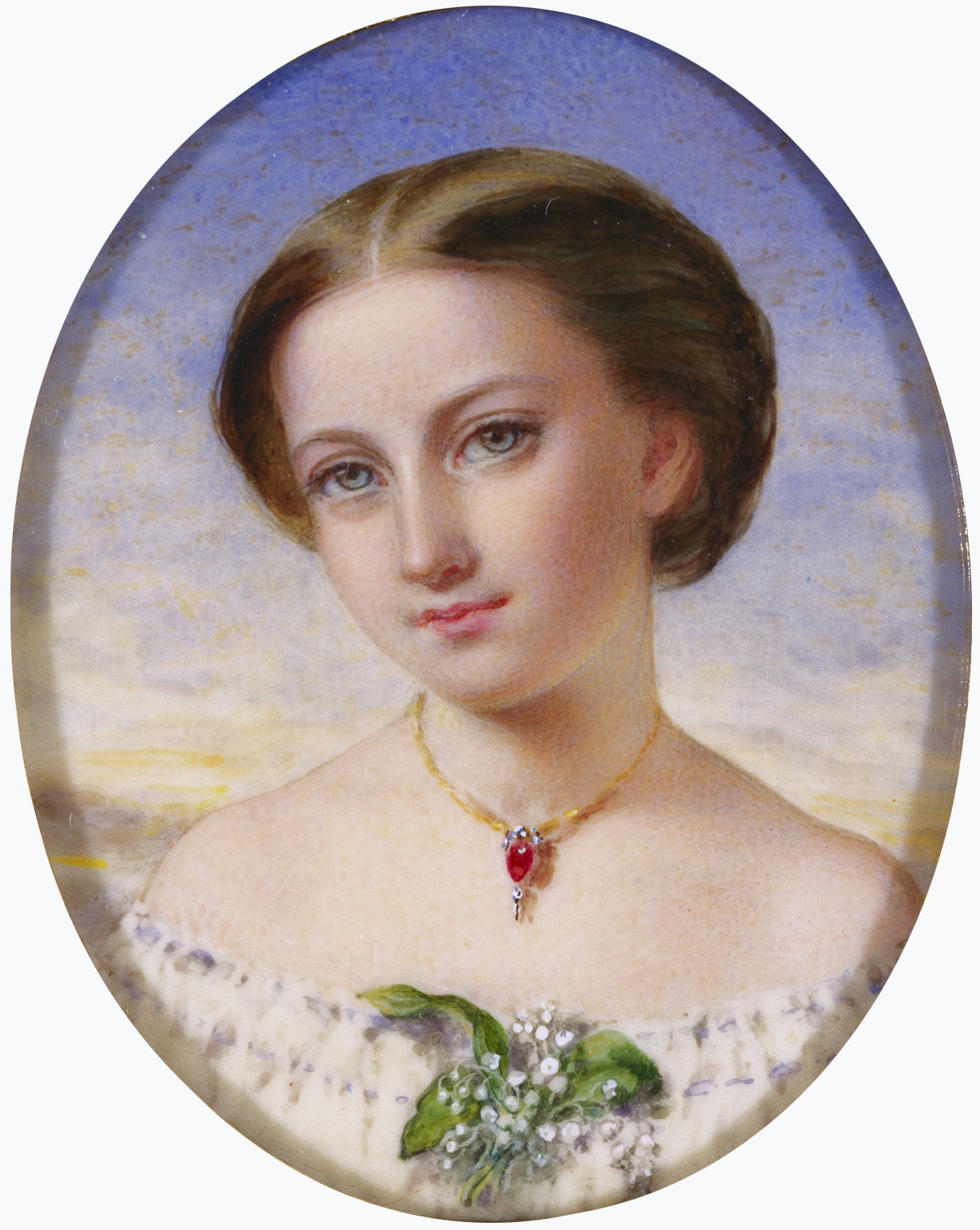
Portrait de la princesse Helena, 1860.
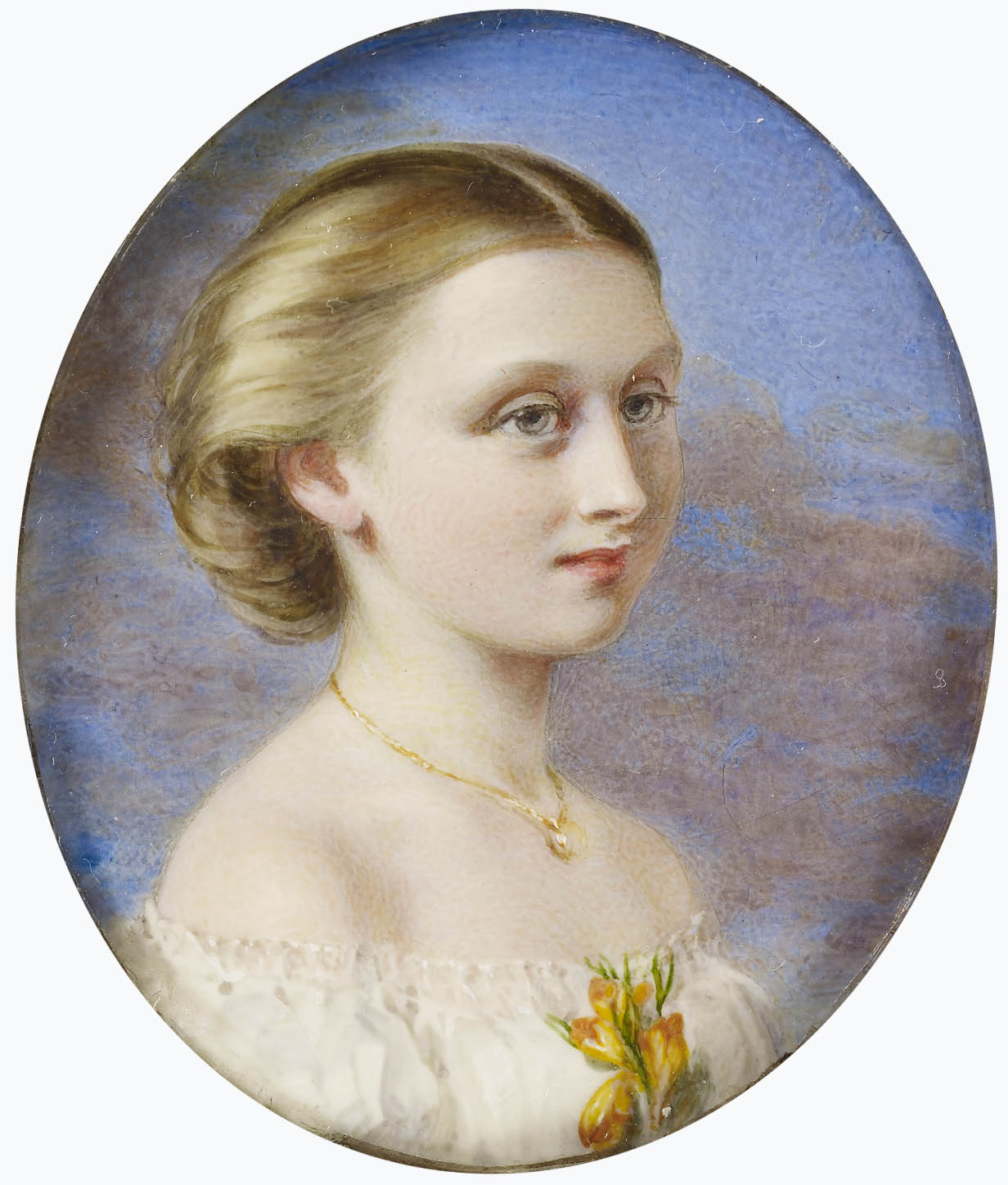
Portrait de la princesse Louise.
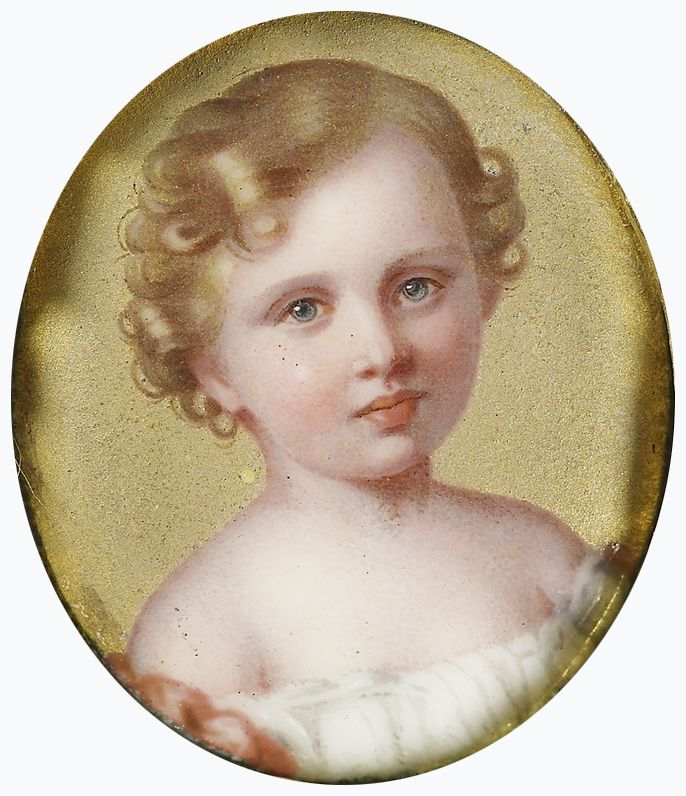
Portrait de Guillaume II enfant.